# Stomaž
Stomaž (in italiano in passato San Tommaso di Scrilla o San Tommaso; nel XIX secolo in tedesco Sankt Thomas) è un paese della Slovenia, insediamento (naselje) del comune di Aidussina.
La località , che si trova a 289,8 metri s.l.m. ed a 21,8 chilometri dal confine italiano, è situata al centro della Valle del Vipacco, su delle colline a nord della strada Aidussina – Nova Gorica. È capoluogo di una delle 28 comunità locali in cui si suddivide il comune.
L'insediamento è formato anche dagli agglomerati di Bratini, Hrib, Griže e Ljubljanica.

## Geografia fisica

### Alture principali
Gola gorica, 538 m; Visoko, 505 m; Mala gora, 1032 m; Križec, 663 m.

### Corsi d'acqua
Skrivšek, Curlja, Vrnivec.

## Storia
In epoca asburgica San Tomaso costituì un comune catastale autonomo della Contea di Gorizia e Gradisca (a sua volta inclusa dapprima nel Regno d'Illiria e dal 1849 nel Litorale austriaco). Il comune includeva anche una fetta di territorio sull'altopiano della Selva di Tarnova, oggi parte dell'insediamento di Predmeia (Predmeja). La località era nota col toponimo italiano di San Tomaso, quello sloveno di Šent Tomaž e quello tedesco di Sankt Thomas. Nella seconda metà del XIX secolo il comune perse la propria autonomia, venendo aggregato al comune di Scrilla (Skrilje).
Nel 1920, in seguito alla prima guerra mondiale e al Trattato di Rapallo, la località venne annessa come il resto della regione al Regno d'Italia. Il nome del paese venne modificato dapprima in San Tommaso, poi dal 1923 in San Tommaso di Scrilla. Nello stesso anno il comune di Scrilla venne inquadrato nella provincia del Friuli, mentre nel 1927 passerà alla ricostituita provincia di Gorizia. L'anno successivo il comune di Scrilla venne soppresso e il suo territorio venne annesso al comune di Santa Croce di Aidussina. Contestualmente il nome della località di San Tommaso di Scrilla divenne San Tommaso di Santa Croce, per ridivenire poi San Tommaso.
Nel 1947, in seguito alla seconda guerra mondiale e ai Trattati di Parigi, la località passò alla Jugoslavia assieme al resto della regione, entrando a far parte nel corso del secondo dopoguerra del comune di Aidussina. Dal 1991 fa parte della Slovenia.